# Lorànt Deutsch

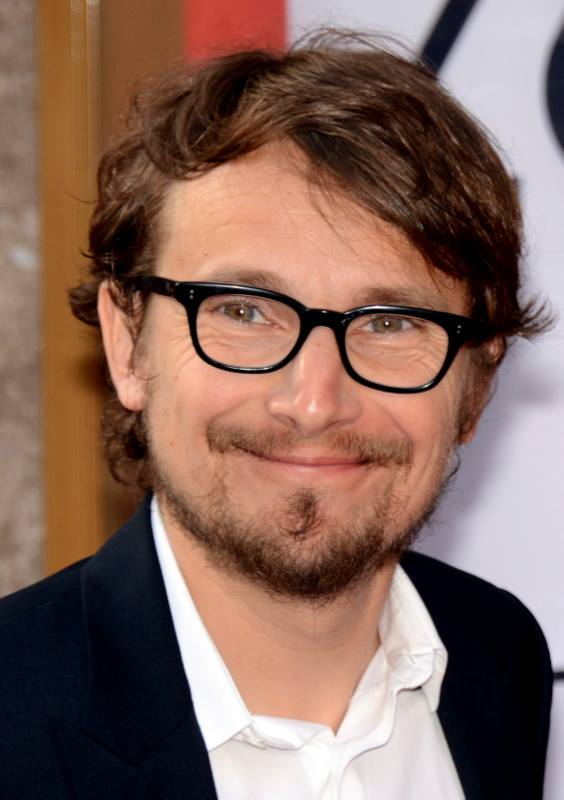
Lorànt Deutsch 2014

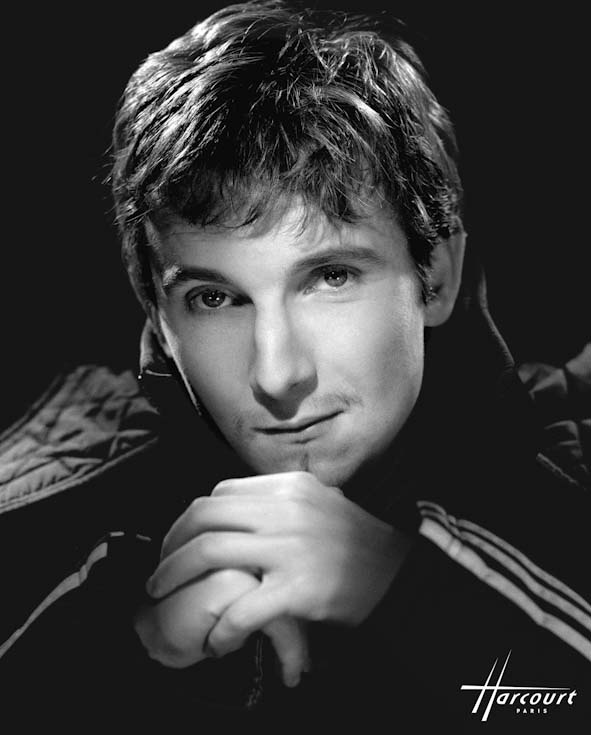
Lorànt Deutsch (2004)

Lorànt Deutsch (* 27. Oktober 1975 in Alençon, Frankreich als László Matekovics) ist ein französischer Schauspieler und Schriftsteller.

## Leben
László Matekovics wurde als Sohn einer Pariserin und eines Ungarn in Alençon geboren. Er wuchs in Sablé-sur-Sarthe auf. Er bewies sportliches Talent und erhielt im Alter von zwölf Jahren ein Sportstipendium vom Fußballverein FC Nantes. Zwei Jahre später gab er den Sport auf und zog zu den Großeltern nach Paris, wo er mit der Theaterszene in Berührung kam. Seine Schwester schrieb später ein Theaterstück für das Pariser Theater Théâtre Mouffetard.
Ab Anfang der 1990er versuchte sich Deutsch als Schauspieler beim Film und erhielt erst ab 1994 Rollenangebote, darunter kleinere Nebenrollen wie in dem Drama Das weiße Blatt und der Fernsehserie Highlander. Also zog er sich zurück, nahm Schauspielunterricht und studierte ungarische Philosophie und Kultur. Nach seinem Abschluss 1998 begann er erneut eine Schauspielkarriere und war seitdem in Filmen wie Drogenszenen und Der Liebespakt: Simone de Beauvoir und Sartre zu sehen sowie in Zeichentrickfilmen Die neuen Abenteuer von Reineke Fuchs und Asterix und die Wikinger als Synchronsprecher zu hören. Für die Sportkomödie 3 zéros wurde er 2003 bei der Verleihung des französischen Filmpreises César mit einer Nominierung als Bester Nachwuchsdarsteller bedacht.
Am 9. September 2009 erschien nach fünf Jahren Recherche und Schreibarbeit mit einer Auflage von 8000 Exemplaren mit Métronome, l'histoire de France au rythme du métro parisien sein erstes Buch. Das gemeinsam mit Michel Lafon geschriebene Buch erzählt die Geschichte und den Rhythmus der Pariser U-Bahn und wurde ein großer Erfolg. Bereits nach sechs Monaten wurden 330.000 Exemplare verkauft und bis zum Oktober 2010 über 500.000 Exemplare. Der Bestseller wurde zu einer vierteiligen Dokumentarfilmreihe adaptiert und Deutsch sah sich großer Kritik ausgesetzt. So wurde ihm mangelnde Zitierfähigkeit, historische Recherche und Verzerrung historischer Informationen, und Vermittlung monarchischer und katholischen Gedankenguts sowie Vermeidung eines historischen Kontextes vorgeworfen.
Am 3. Oktober 2009 heiratete Deutsch die französische Schauspielerin Marie-Julie Baup, mit der er seit Dezember 2010 eine gemeinsame Tochter hat.

## Filmografie (Auswahl)
- 1994: Das weiße Blatt (L’eau froide)
- 1995: Highlander (Fernsehserie, eine Episode)
- 1999: La Crim’ (Fernsehserie, eine Episode)
- 2000: Drogenszenen (Scénarios sur la drogue)
- 2002: 3 zéros
- 2003: Die Amateure (Les amateurs)
- 2003: Les clefs de bagnole
- 2003: Die Bestechlichen 3 – Rückkehr eines Gauners (Ripoux 3)
- 2004: Ausgerechnet zu Weihnachten (Tout va bien c’est Noël!)
- 2005: Die neuen Abenteuer von Reineke Fuchs (Le roman de Renart)
- 2006: Asterix und die Wikinger (Astérix et les Vikings)
- 2006: Der Liebespakt: Simone de Beauvoir und Sartre (Les amants du Flore)
- 2007: Max & Co.
- 2008: Wenn Spione singen (Le plaisir de chanter)
- 2009: Humans – Sie haben überlebt (Humains)
- 2009: Leon und die magischen Worte (Kerity, la maison des contes)
- 2011: Tu seras mon fils
- 2012: Le jour des corneilles
- 2014: Le monde de Fred
- 2014: Un village presque parfait
- 2016: Die Besucher – Sturm auf die Bastille (Les Visiteurs : La Révolution)
- 2020: Die Bestie von Bayonne (La promesse, Fernsehmehrteiler)

## Werke
- Métronome, l'histoire de France au rythme du métro parisien. M. Lafon, Neuilly-sur-Seine 2009, ISBN 978-2-7499-1011-6.
  - Métronom. Die Geschichte Frankreichs im Takt der Pariser Métro. Propyläen Verlag, Berlin 2013, ISBN 978-3-549-07440-4.

## Auszeichnung (Auswahl)
- César 2003: Nominierung als Bester Nachwuchsdarsteller für seine Rolle in 3 zéros